# Camilo
Camilo ist ein männlicher Vorname, der auch als Familienname vorkommt. Er ist hauptsächlich im spanisch- und portugiesischsprachigen Gebiet verbreitet.

## Herkunft und Bedeutung
Beim Namen Camilo handelt es sich um die spanische und portugiesische Form des römischen Cognomens Camillus.
Über die Herkunft des Namens gibt es verschiedene Theorien. So könnte er vom hebräischen Kadmel (Botschafter Gottes) oder vom griechischen Kadmilos (Geboren aus gerechten Hochzeiten) herkommen. Anderen Theorien zufolge könnte der Name von der mythischen Gestalt Cadmilo, Gott der Kabiren stammen. Auch casmillus, etruskisch für Minister, kommt in Frage. Über das  Lateinische (Camillus) ist der Name dann in die modernen Sprachen gekommen. In Italien bekam der Name eine sakrale Bedeutung im Sinne von ''Priester''. Einer der bekanntesten Vertreter ist der 1550 geborene italienische Ordensgründer San Camillo de Lellis.

## Varianten

### Männliche Varianten
- Deutsch: Kamillus
- Französisch: Camille
- Italienisch: Camillo
  - Latein: Camillus
- Polnisch: Kamil
- Slowakisch: Kamil
- Tschechisch: Kamil

### Weibliche Varianten
- Dänisch: Camilla, Kamilla
  - Diminutiv: Milla
- Deutsch: Camilla
- Englisch: Camilla, Camille
  - Diminutiv: Camie, Millie, Milly
- Finnisch: Camilla
  - Diminutiv: Milla
- Italienisch: Camilla
  - Latein: Camilla
- Litauisch: Kamilé
- Norwegisch: Camilla, Kamilla
  - Diminutiv: Milla
- Polnisch: Kamila, Kamilla
- Portugiesisch: Camila
  - Diminutiv: Mila, Cami, Cá, Cam, Mimi, Camilinha.
- Russisch: Камилла Kamilla
- Schwedisch: Camilla, Kamilla
  - Diminutiv: Milla
- Slowakisch: Kamila
- Spanisch: Camila
- Tschechisch: Kamila
- Ungarisch: Kamilla

## Namenstag
Der Namenstag von Camilo wird nach Kamillus von Lellis am 14. Juli gefeiert.

## Namensträger

### Familienname
- Guilherme Camilo (* 1982), brasilianischer Fußballschiedsrichterassistent
- Michel Camilo (* 1954), dominikanischer Pianist und Komponist
- Milton Camilo (* 1970), brasilianischer Tänzer, Choreograph und Maler
- Tiago Camilo (* 1982), brasilianischer Judoka

### Vorname
- Camilo Ardila (* 1999), kolumbianischer Radrennfahrer
- Camilo Berstecher Barrero (* 1988), deutsch-kolumbianischer Filmemacher, Fotograf und Kunstaktivist
- Camilo Cándido (* 1995), uruguayischer Fußballspieler
- Camilo Catrillanca (1994–2018), chilenischer Aktivist
- Camilo José Cela (1916–2002), spanischer Schriftsteller
- Camilo Cienfuegos (1932–1959), kubanischer Revolutionär
- Camilo Guevara (1962–2022), kubanischer Dokumentar
- Camilo Mayada (* 1991), uruguayischer Fußballspieler
- Camilo Núñez (* 1994), uruguayischer Fußballspieler
- Camilo Ponce Enríquez (1912–1976), ecuadorianischer Politiker, Präsident
- Camilo Sesto (1946–2019), spanischer Sänger, Schauspieler, Musikproduzent und Komponist
- Camilo da Silva Sanvezzo (* 1988), brasilianischer Fußballspieler
- Camilo Torres (1929–1966), kolumbianischer römisch-katholischer Geistlicher

Künstlername
- Camilo (Sänger) (Camilo Echeverry Correa; * 1994), kolumbianischer Musiker